# Ectropis arizanensis
Ectropis arizanensis là một loài bướm đêm trong họ Geometridae.